# اتحادیه فوتبال لیختن‌اشتاین
اتحادیه فوتبال لیختن‌اشتاین (آلمانی: Liechtensteiner Fussballverband) نهاد اداره‌کننده مسابقات فوتبال و فوتسال در کشور لیختن‌اشتاین است.
این اتحادیه که در ۱۹۳۴ تأسیس شده عضو یوفا و فیفا نیز می‌باشد و مقر آن در شهر فادوتس است.
مسابقات جام حذفی فوتبال لیختن‌اشتاین زیر نظر این اتحادیه برگزار می‌شود.